# Monumento a la República
El Monumento a la República (en turco: Cumhuriyet Anıtı) es un monumento destacable situado en la plaza Taksim de Estambul, para conmemorar la creación de la República Turca en 1923. Se construyó en dos años y medio con el apoyo financiero de la población y fue inaugurado por Kazım Pasha, Presidente de la Gran Asamblea Nacional Turca,  el 8 de julio de 1928. Fue diseñado por el escultor italiano Pietro Canonica.
Los 11 metros de altura del monumento representa a los fundadores de la República Turca, son prominentes las representaciones de Kemal Atatürk, quien encargó la obra, su primer ministro y sucesor en la Presidencia de la República İsmet İnönü y el General de Ejército Fevzi Çakmak, Jefe del Estado Mayor del país por  muchos años. El monumento tiene dos lados, el lado que mira hacia el norte representa a Atatürk en un período anterior y el otro frente a la Avenida de İstiklal representa a Atatürk y a sus compañeros vestidos con ropa moderna occidental europea, simbolizando sus papeles tanto de comandante militar en jefe como de estadista.
Mijaíl Frunze, un importante líder de la Revolución de Octubre, y Kliment Voroshílov, un mariscal de la Unión Soviética, se encuentran entre el grupo detrás de Atatürk. Su presencia en el monumento, ordenada por Atatürk, indica la ayuda militar dada por Vladimir Lenin durante la Guerra de Independencia turca.[cita requerida]

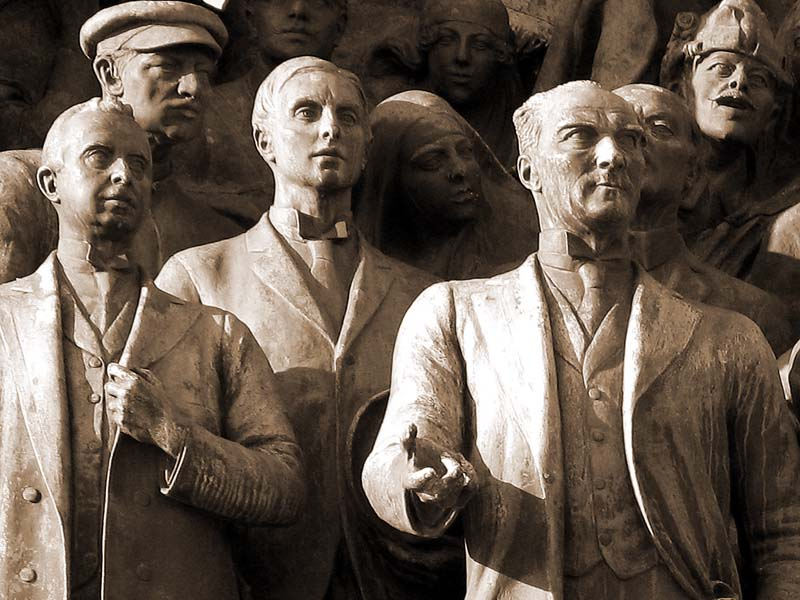
Detalle del grupo de estatuas
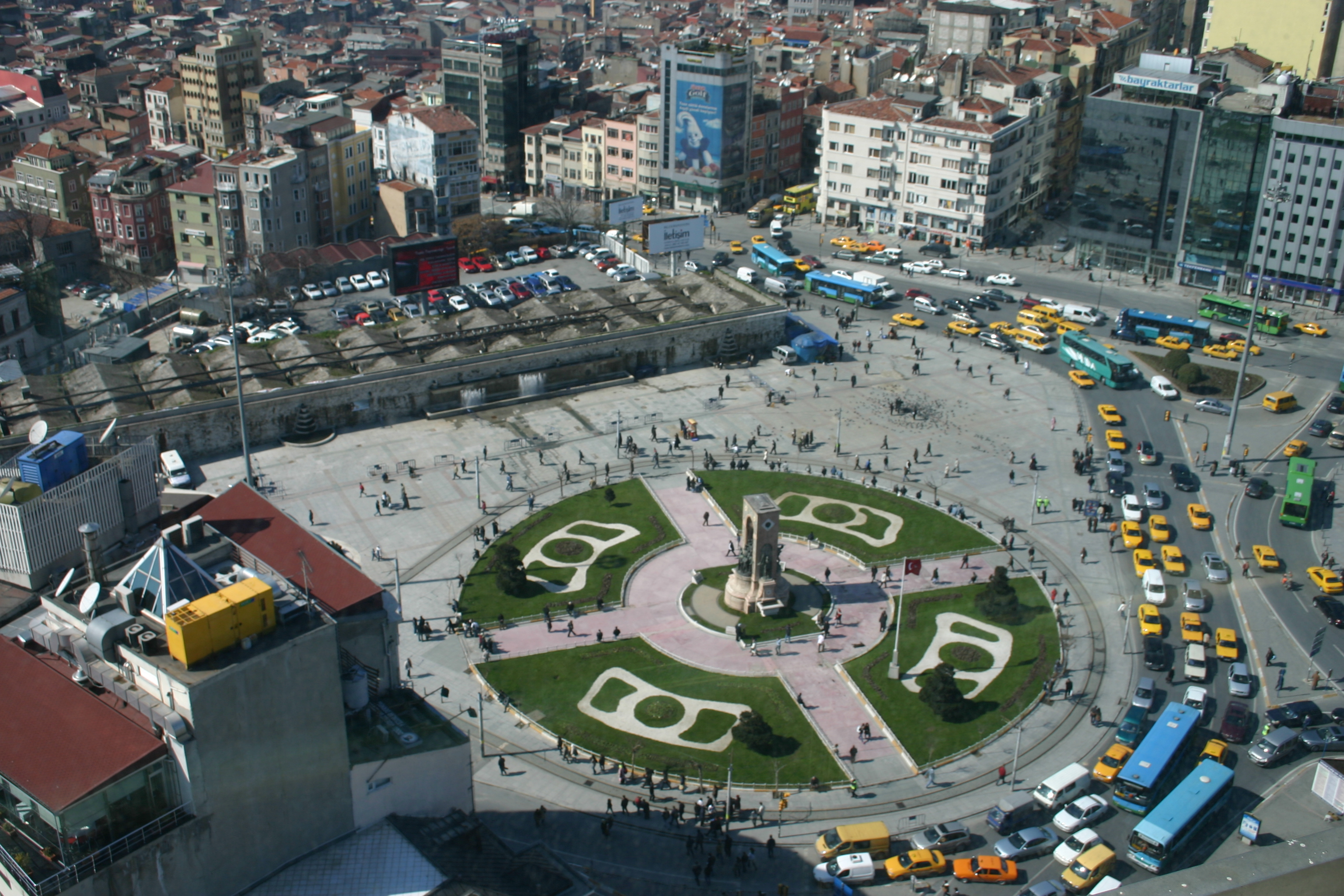
Vista aérea del monumento